# No Romeo No Juliet
No Romeo No Juliet è un singolo del rapper statunitense 50 Cent, in collaborazione con Chris Brown, estratto come singolo d'anticipazione dal suo dodicesimo mixtape KANAN: Reloaded. Il brano fu pubblicato a sorpresa insieme al video dell'altra collaborazione tra i due artisti, ovvero I'm the Man (Remix).

## Il brano

### Composizione
Il brano è stato scritto dagli stessi 50 Cent e Chris Brown, ed è stato prodotto da Arthur McArthur. Il brano presenta un beat strumentato da violini, e strofe rappate da entrambi gli artisti, con un ritornello che intermedia parti cantate.

## Video musicale
Un'anteprima del video musicale venne messa alla fine del video musicale per I'm the Man (Remix) il 6 maggio del 2016, poi la versione intera fu pubblicata il 22 giugno del 2016. Il video è ambientato in uno strip club, ed alla fine vi è un'anteprima del video di Tryna Fuck Me Over.